# Emodina

Emodina

Aloe-emodina

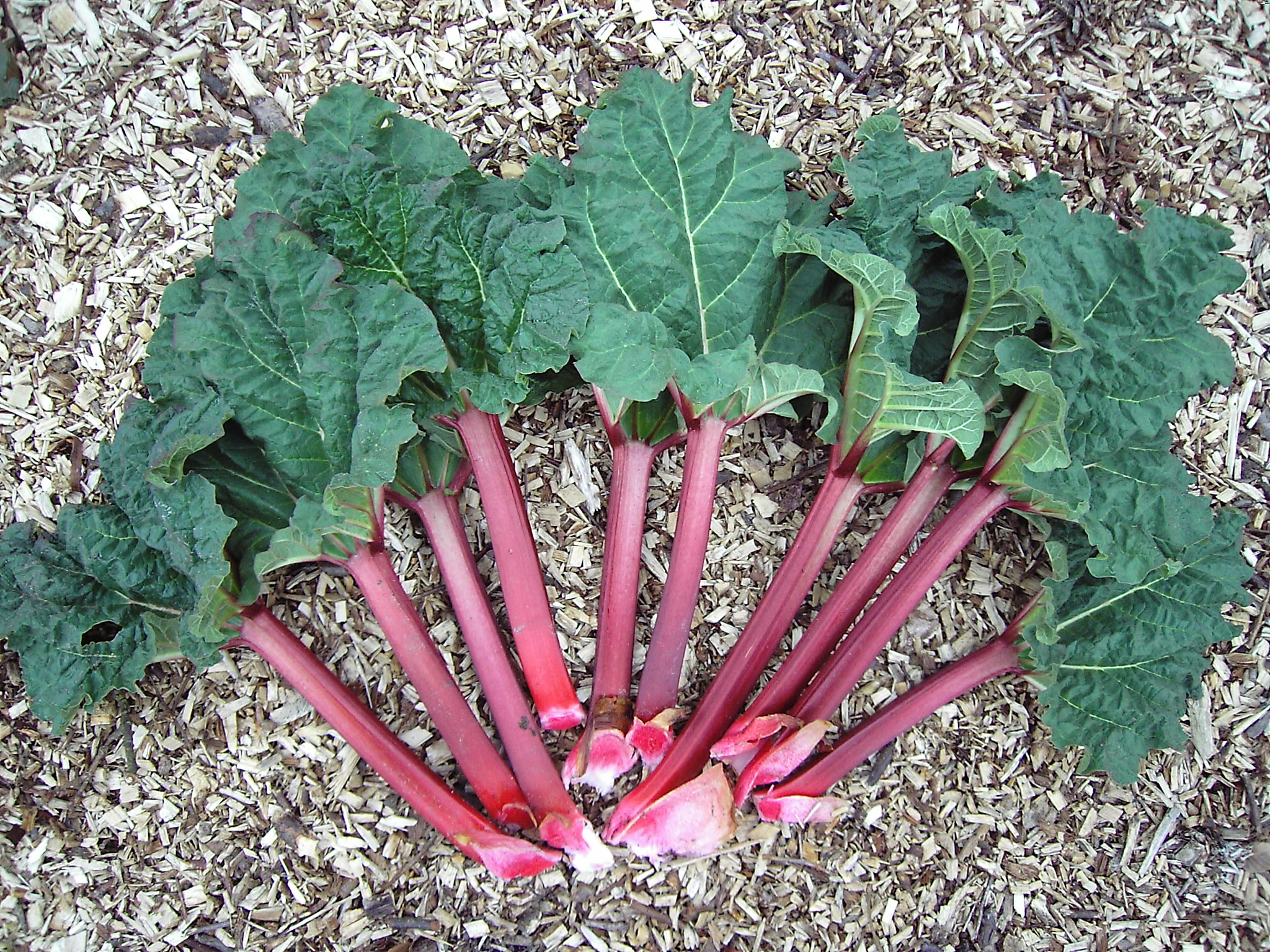
tallos de ruibarbo.

Emodina (de Rheum emodi, una romaza del Himalaya) es una antraquinona usada por sus propiedades laxantes en tratamientos farmacológicos, que en la actualidad incluyen una pancreatitis grave,

## Estructuras químicas
- 1. La 6-metil-1,3,8-trihidroxiantraquinona, de ruibarbo y de Rhamnus, incluyendo la cáscara sagrada.
- 2. Derivados de diversos aloes: una serie de principios isómeros con la emodina de ruibarbo, aloe emodina (1, 3, 8 - trihidroxyantraquinona) — una variedad de emodina de aloes de Socotora, Barbados y el archipiélago de Zanzíbar, pero no de los aloes de Natal.

## Lista de plantas que contienen Emodina
- Senna obtusifolia[3] (syn. Cassia obtusifolia[4])
- Fallopia japonica[5] (syn. Polygonum cuspidatum[6])
- Ventilago madraspatana[7]
- Kalimeris indica[8]
- Rumex nepalensis[9]
- Polygonum hypoleucum[10]
- Cassia occidentalis[11]
- Cassia siamea[12]
- Acalypha australis[13]
- Rheum palmatum[14]
- Rhamnus purshiana[15]
- Rhamnus petiolaris[16]